# Chaenactis stevioides
Espèce
Chaenactis stevioides est une espèce de plantes à fleurs de la famille des Asteraceae. C'est une plante herbacée originaire du sud-ouest des États-Unis et du nord du Mexique.

## Description morphologique

### Appareil végétatif

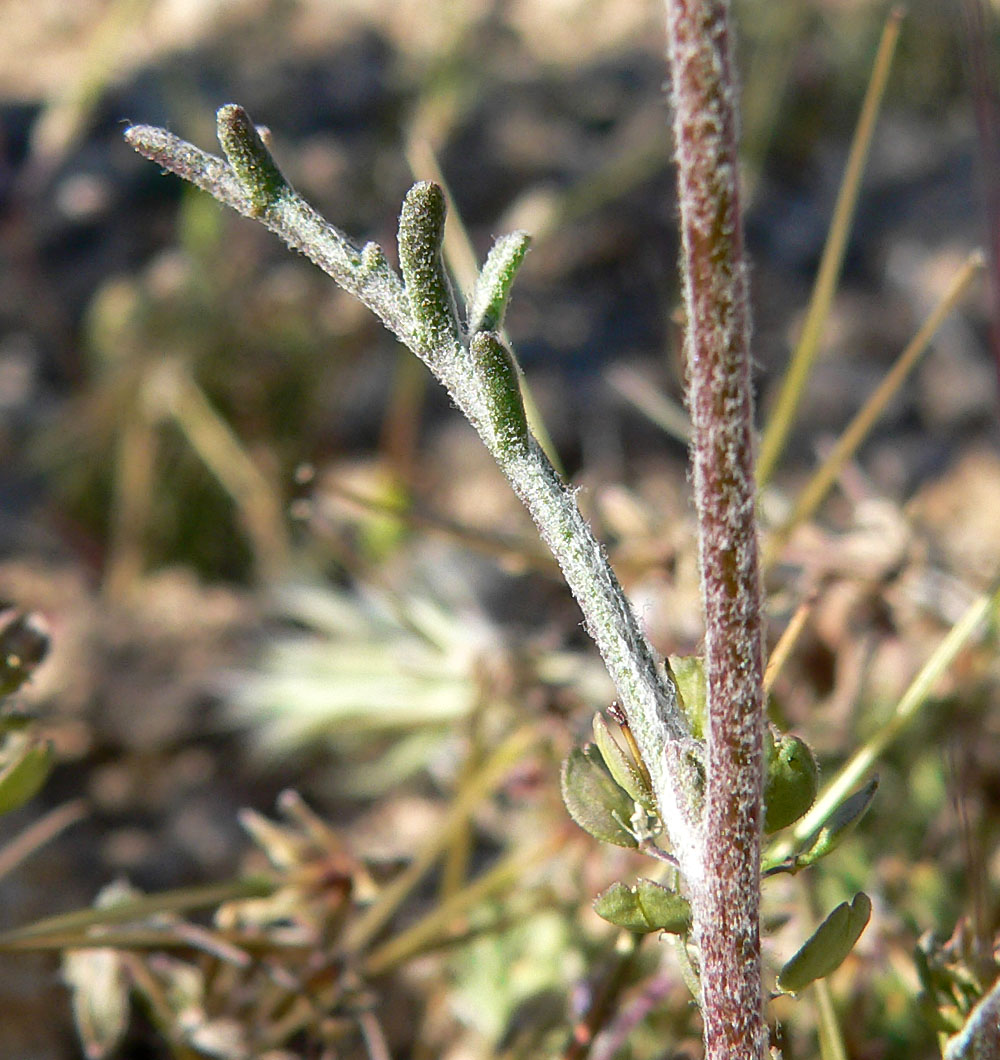
Des poils laineux peu denses couvrent la tige et les feuilles de Chaenactis stevioides.

Cette plante herbacée de 10 à 25 cm de haut a un aspect grisâtre conféré par des poils laineux blancs. Sa tige ramifiée porte des feuilles de 1 à 4 cm de long, bipennées, dont les folioles sont petits et étroits.

### Appareil reproducteur

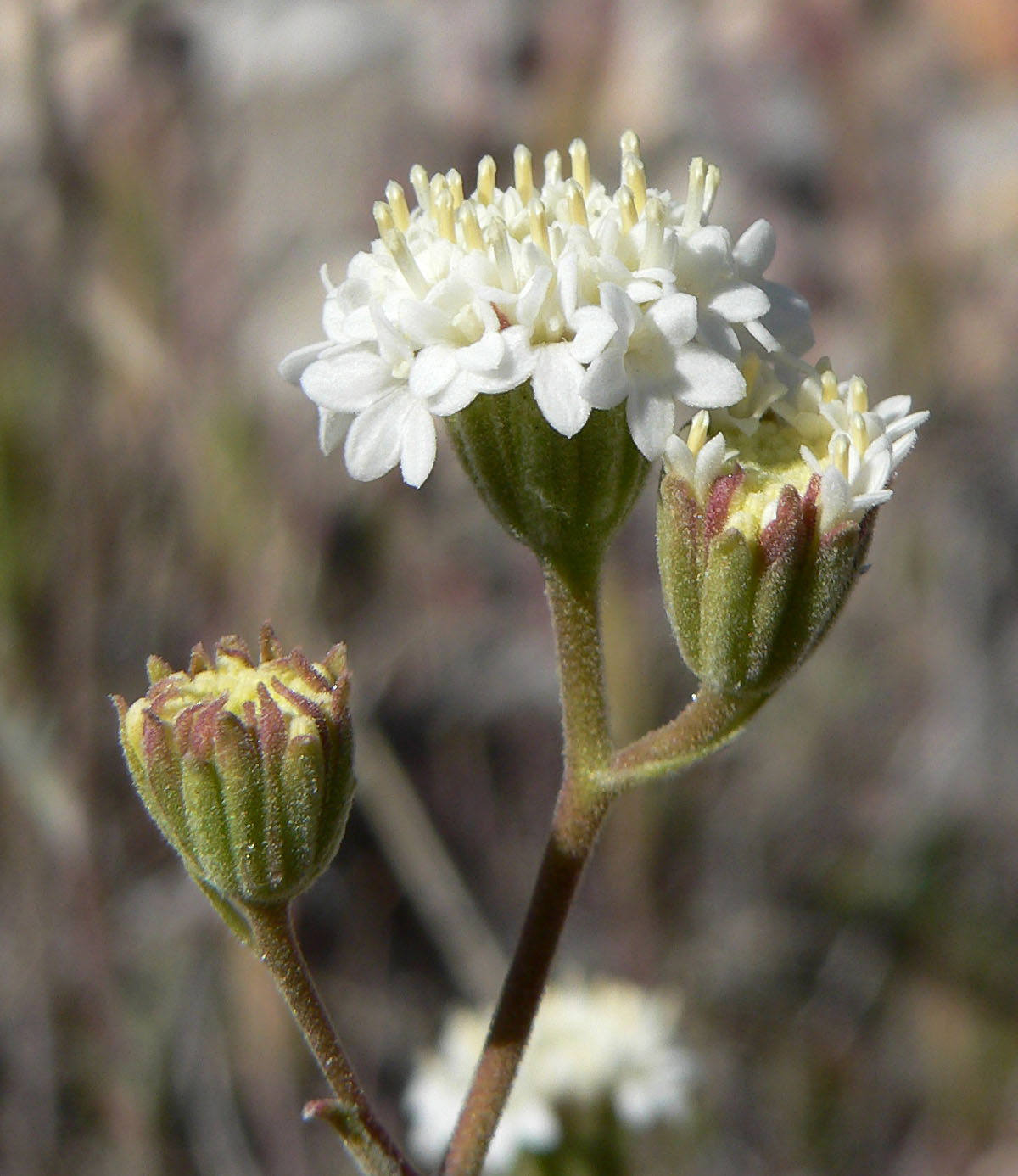
Détail de l'inflorescence de Chaenactis stevioides.

La floraison a lieu entre mars et juin.
L'inflorescence est un capitule d'environ 2,5 cm de diamètre, aux fleurons blancs parfois légèrement teintés de rose ; les fleurons les plus externes ont des dimensions plus importantes que ceux situés près du centre.
Les fruits sont des akènes ressemblant à des graines, en forme de massue et portant une écaille lancéolée à leur sommet.

## Répartition et habitat
Cette plante pousse dans les zones désertiques du sud-ouest des États-Unis (du sud de l'Oregon et de l'Idaho jusqu'au Wyoming et au Colorado, et vers le sud jusqu'au Nouveau-Mexique) et du nord-ouest du Mexique.